# Кам'янець-Подільський національний університет імені Івана Огієнка
Кам'яне́ць-Поді́льський націона́льний університе́т і́мені Іва́на Огіє́нка — заклад вищої освіти IV рівня акредитації державної форми власності в м. Кам'янці-Подільському, підпорядкований Міністерству освіти і науки України. 

## Історія

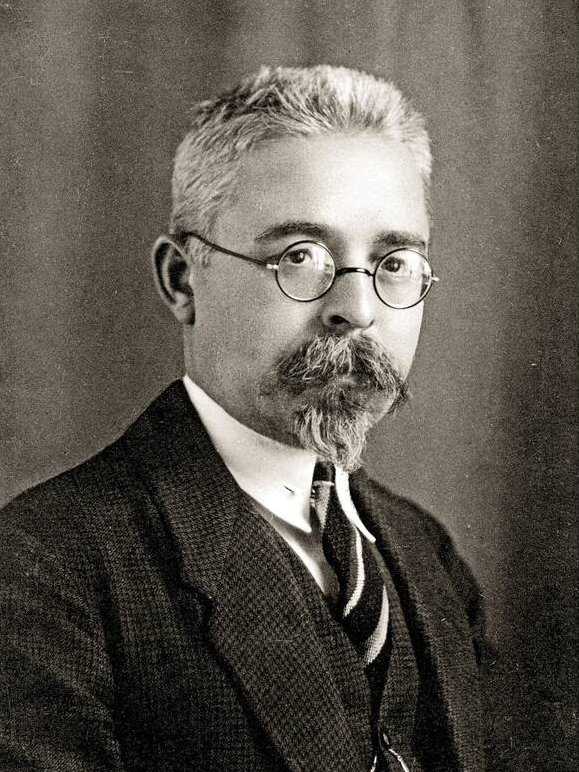
Перший ректор Кам'янець-Подільського державного педагогічного університету Іван Огієнко

Історія університету починає свій відлік із 17 серпня 1918 року, коли гетьман України Павло Скоропадський підписав Закон про заснування Кам'янець-Подільського державного українського університету. Першим ректором університету було обрано відомого вченого-мовознавця, професора, активного учасника українського державотворення Івана Огієнка. Станом на 1 липня 1919 року в університеті нараховувалось 5 факультетів: історико-філологічний, фізико-математичний, правничий, богословський, сільськогосподарський.
|                                             |  |  |
| Пам'ятна монета НБУ присвячена університету |  |  |

Кам'янець-Подільський державний педагогічний університет

Поразка українського національно-визвольного руху восени 1920 року визначила подальшу долю університету: вищий навчальний заклад було реорганізовано спочатку в Академію теоретичних знань, а з 2 лютого 1921 року — в Інститут теоретичних наук у складі трьох автономних інститутів: фізико-математичних, гуманітарних і сільськогосподарських наук. 26 лютого 1921 року Інститут теоретичних наук було реорганізовано у два самостійні навчальні заклади — інститут народної освіти та сільськогосподарський інститут.
Упродовж 30-40-х років інститут народної освіти тричі реорганізовувався, зокрема у 1930 році його реорганізували в Інститут соціяльного виховання, у 1933—1934 роках — у педагогічний, а з 1939 року — в учительський інститут. Рішенням Ради Міністрів СРСР Кам'янець-Подільський учительський інститут з 1948—1949 навчального року було реорганізовано в педагогічний інститут.
Постановою Кабінету Міністрів України «Про створення Кам'янець-Подільського державного педагогічного університету» від 28 червня 1997 року за № 628 на базі педагогічного інституту було створено Кам'янець-Подільський державний педагогічний університет. Враховуючи значення національної освітньої традиції у розбудові держави, розпорядженням Кабінету Міністрів України «Про утворення Кам'янець-Подільського державного університету» від 17 березня 2003 р. за № 148-р на базі Кам'янець-Подільського державного педагогічного університету створено Кам'янець-Подільський державний університет.
Указом Президента України «Про присвоєння Кам'янець-Подільському державному університету статусу національного» від 22.01. 2008 року за № 44/2008, враховуючи загальнодержавне і міжнародне визнання результатів діяльності, вагомий внесок у розвиток національної освіти і науки, Кам'янець-Подільському державному університету надано статус національного.
Розпорядженням Кабінету Міністрів України «Про присвоєння імені Івана Огієнка Кам'янець-Подільському національному університету» від 20 серпня 2008 року за № 1119-р Кам'янець-Подільському національному університету присвоєно ім'я Івана Огієнка.
11 червня 2025 року кабінетом міністрів України було ухвалено рішення щодо приєднання до Закладу вищої освіти "Подільський державний університет". Однак, університет продовжує функціонувати і готує судовий позов до МОН та КМУ, в якому планує оскаржити прийняте рішення як таке, що порушує правила академічної доброчесності, автономії та законні права закладу вищої освіти. “Прийняття рішення про реорганізацію без належного врахування позиції трудового колективу, без проведення публічного обговорення, без надання обґрунтованих висновків і аналізу та диспропорційним, юридично необґрунтованим складом комісії з реорганізації університету (6 осіб представляють ЗВО “Подільський державний університет”, тоді як лише 4 особи – Кам’янець-Подільський національний університет імені Івана Огієнка) суперечить демократичним принципам управління вищою освітою, порушує норми чинного законодавства та принципи університетської автономії, передбачені Законом України “Про вищу освіту”, – йдеться в офіційномому повідомленні КПНУ.

## Діяльність

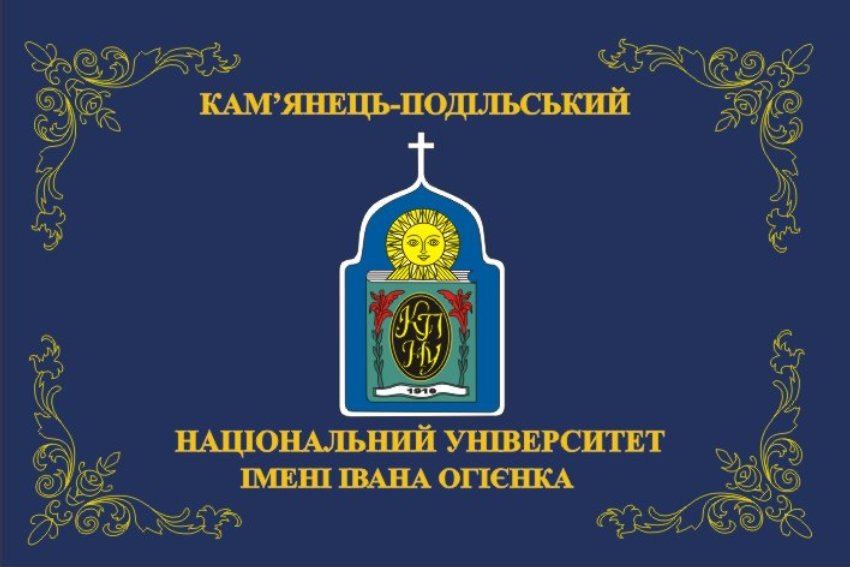
Прапор Кам'янець-Подільського національного університету імені Івана Огієнка

За роки свого існування вищий навчальний заклад підготував близько 60 000 фахівців для освітньої та інших галузей національного господарства, понад 350 фахівців вищої кваліфікації — докторів і кандидатів наук. Тисячі вихованців університету стали майстрами педагогічної справи, вченими, відомими своїми науковими здобутками як в Україні, так і за ї  межами. Чимало з них займали і займають професорські посади в багатьох вищих навчальних закладах країни, працюють у системі державного управління, є відомими громадськими діячами тощо. З-поміж них:
- директор Інституту історії України НАН України доктор історичних наук, професор, академік Національної академії наук України, заслужений діяч науки і техніки України, лауреат Державної премії України в галузі науки і техніки В. Смолій,
- директор Інституту ядерних досліджень НАН України доктор фізико-математичних наук, професор, академік Національної академії наук України, заслужений діяч науки Української РСР, лауреат Державної премії України в галузі науки і техніки І. Вишневський,
- професор кафедри інтегральних та диференціальних рівнянь Київського національного університету імені Тараса Шевченка доктор фізико-математичних наук, професор, лауреат Державної премії України в галузі науки і техніки Д. Мартинюк,
- поет-байкар М. Годованець,
- письменник Л. Дмитерко,
- головний науковий співробітник лабораторії літературної освіти Інституту педагогіки Національної академії педагогічних наук України доктор педагогічних наук, професор, член-кореспондент Національної академії педагогічних наук України, заслужений діяч науки і техніки України Н. Волошина,
- ректор Кам'янець-Подільського національного університету імені Івана Огієнка доктор історичних наук, професор, академік Академії наук вищої освіти України О. Завальнюк,
- завідувач кафедри диференціальних рівнянь і прикладної математики Кам'янець-Подільського національного університету імені Івана Огієнка доктор фізико-математичних наук, професор, лауреат Державної премії України в галузі науки і техніки Ю. Теплінський,
- професор кафедри всесвітньої історії Кам'янець-Подільського національного університету імені Івана Огієнка доктор історичних наук, професор, лауреат Державної премії України в галузі науки і техніки В. Степанков,
- тренер легендарної гандбольної команди «Спартак», заслужений тренер СРСР, 20-разовий чемпіон СРСР, кандидат педагогічних наук Ігор Турчин,
- заслужений тренер СРСР, заслужений майстер спорту, чемпіон XX Олімпійських ігор доктор педагогічних наук, професор А. Боднарчук,
- заслужені майстри спорту, дворазові чемпіони Олімпійських ігор з гандболу Турчина З. М., Бобрусь Л. К., Маноха Г. П., Маршуба М. П.;
- заслужений майстер спорту, чемпіонка XXII Олімпійських ігор Н. Ткаченко,
- заслужений майстер спорту, 4-разова чемпіонка світу з боротьби самбо, учасниця XXVI Олімпійських ігор, багаторазова чемпіонка України Т. Бєляєва,
- заслужений майстер спорту, бронзовий призер XXVI Олімпійських ігор З. Зазіров,
- заслужений майстер спорту з вільної боротьби, олімпійська чемпіонка, бронзова призерка XXIX Олімпійських ігор, триразова чемпіонка світу, дворазова чемпіонка Європи Мерлені (Микульчин) І. О.; срібний призер XXIX Олімпійських ігор з вільної боротьби Стадник А. В.; заслужений майстер спорту, чемпіон світу з дзюдо Зантарая Г. М. та інші.

Університет має вагомі спортивні здобутки. Так, з 2007 по 2011 рр. студенти університету вибороли 509 нагород на чемпіонатах й Універсіадах України та 135 медалей на Олімпійських іграх, чемпіонатах світу і Європи. У 2008 та 2010 роках університет посів I місце в I та II Спортивних іграх України з-поміж вищих навчальних закладів III—IV рівнів акредитації у II категорії, серед університетів, які мають факультет або інститут фізичного виховання і спорту, та 4 місце з-поміж усіх ВНЗ, які брали участь у змаганнях. Значних успіхів досягли студенти університету на змаганнях XXVI Всесвітньої літньої Універсіади, де вибороли 5 срібних і 1 бронзову медалі та посіли почесне 5 місце за здобутими на ній медалями з-поміж ВНЗ України III—IV рівнів акредитації.
Успіхів досягли й митці університету. Зокрема, асистент кафедри образотворчого і декоративно-прикладного мистецтва та реставрації творів мистецтва Кляпетура С. І. отримав гран-прі на міжнародному фестивалі льодових скульптур у м. Квебек, відзначений золотою медаллю на міжнародному фестивалі льодових скульптур «Town on ice 2010»; студент педагогічного факультету Вознюк О. став лауреатом І (2008 р.) та III премій (2010 р.) всеукраїнського конкурсу вокалістів імені О. Петрусенко, лауреатом III премії IV музичного конкурсу «Солоспів» Х Київського міжнародного фестивалю документальних фільмів «КІНОЛІТОПИС-2011»; студентка педагогічного факультету Крохмаль О. стала лауреатом І премії цього ж конкурсу тощо.
Праця університету гідно пошанована на міжнародному та національному рівнях. Так, зокрема, упродовж останнього десятиріччя університет нагороджений Почесними грамотами Кабінету Міністрів України, Міністерства освіти і науки України, Національної Академії педагогічних наук України, Служби безпеки України, відзнаками міжнародних рейтингів «Європейська якість», «Лаври слави», «Нагорода тисячоліття» (Європейська ділова асамблея, м. Оксфорд, Велика Британія), всеукраїнськими відзнаками — «Софія Київська», «Золота фортуна», «Найкращі підприємства України», золотими та срібними медалями щорічних виставок «Сучасна освіта в Україні», «Сучасні заклади освіти», «Інноватика в сучасній освіті», «Освіта та кар'єра» тощо.
Університет має у своєму підпорядкуванні такі підрозділи:
- підготовче відділення;
- 10 факультетів:
  - історичний;
  - фізико-математичний;
  - економічний;
  - української філології та журналістики;
  - іноземної філології;
  - фізичної культури;
  - педагогічний;
  - природничий;
  - корекційної та соціальної педагогіки і психології;
  - військової підготовки.

- Наукова бібліотека Кам'янець-Подільського національного університету імені Івана Огієнка

- військовий коледж сержантського складу;
- Центр підвищення кваліфікації спеціалістів;
- науково-дослідний сектор;
- 52 кафедри;
- 11 науково-дослідних центрів;
- 2 навчально-науково-методичних комплекси;
- 2 навчально-науково-виробничих комплекси;
- 22 науково-дослідні та навчально-наукові лабораторії;
- позабазовий структурний підрозділ: навчально-консультаційний центр у м. Шепетівка

## Будівлі
Університет розміщено у 12-ти навчально-лабораторних корпусах. Студенти, курсанти проживають у шести гуртожитках, є два стадіони, басейн, дві їдальні на 1 830 посадкових місць, спортивно-оздоровчий табір. Університет викупив один із колишніх дитячих садочків на селищі Смірнова, де мав діяти корпус одного з факультетів, але 2022 року будівля перебувала в занедбаному стані.

### Гуртожитки
У структурі університету – 6 гуртожитків загальним обсягом місць для проживання у 2472 особи, у тому числі кімнати для проживання сімей студентів:
| № | Адреса                   |
| - | ------------------------ |
| 1 | проспект Грушевського 44 |
| 2 | вулиця Лесі Українки 52  |
| 3 | вулиця Симона Петлюри 3  |
| 4 | проспект Грушевського 47 |
| 5 | проспект Грушевського 31 |
| 6 | проспект Грушевського 2  |

## Особи

### Ректори
- Огієнко Іван Іванович (1918—1920)
- Павло Григорович Клепатський (Клепацький) (1922)
- Бучинський Петро Миколайович (1922—1923)
- Геринович Володимир Олександрович (1923—1928)
- Кондрацький Франц Андрійович (1928—1931)
- Палько Петро Семенович (1931—1932)
- Тостоган Назар Васильович (1933—1935)
- Бєліцький Василь Михайлович (1944—1947)
- Зеленюк Іван Степанович (1947-1966)
- Івах Іван Вікторович (1967—1977)
- Копилов Анатолій Олексійович (1977—2001)
- Завальнюк Олександр Михайлович (2002 — 13 серпня 2012)
- Копилов Сергій Анатолійович (з 14 серпня 2012)[4].

### Викладачі
| - Нестор Гаморак - Софія Русова - Михайло Драй-Хмара - Володимир Геринович - Наталія Урсу | - Сергій Остапенко - Антін Синявський - Юхим Філь - Дмитро Дорошенко - Юлія Табенська |

### Випускники
- Лев Баженов
- Іон Винокур
- Надія Грипас[5]
- Іван Конет[6]
- Олександр Щур
- Володимир Газін
- Олександр Кеба
- Анатолій Опря
- Микола Петров
- Іван Рибак
- Іван Гурин
- Ігор Смагін
- Валерій Смолій
- Валерій Степанков
- Олександр Федьков
- Микола Чубатий[7]